# Francis Duffy

Wappen von Francis Duffy (Tuam)

Wappen von Francis Duffy als Bischof von Ardagh

Francis Duffy (* 21. April 1958 in Bawnboy, County Cavan) ist ein irischer Geistlicher und römisch-katholischer Erzbischof von Tuam.

## Leben
Francis Duffy besuchte die Munlough National School in Bawnboy und das Saint Patrick’s College in Cavan. Anschließend studierte er Philosophie und Katholische Theologie am Priesterseminar in Maynooth. Am 20. Juni 1982 empfing Duffy in der Saint Mogue’s Church in Bawnboy durch den Bischof von Kilmore, Francis Joseph MacKiernan, das Sakrament der Priesterweihe. Nach weiterführenden Studien erwarb er an der National University of Ireland einen Master im Fach Geschichte und am Trinity College Dublin einen Master im Fach Pädagogik und Management.
Duffy war zunächst als Lehrer für Geschichte und Irische Sprache am Saint Patrick’s College in Cavan tätig. Später unterrichtete er an der Fatima and Felim’s Secondary School in Ballinamore, deren Direktor er 1996 zudem wurde. Von 2008 bis 2012 war er Diözesansekretär und Diözesankanzler des Bistums Kilmore. Danach wirkte Francis Duffy als Seelsorger in der Pfarrei St. Michael in Clifferna und in Laragh. Daneben wurde er im Fach Pädagogik promoviert.
Am 17. Juli 2013 ernannte ihn Papst Franziskus zum Bischof von Ardagh. Der Apostolische Nuntius in Irland, Erzbischof Charles John Brown, spendete ihm am 6. Oktober desselben Jahres in der Saint Mary Church in Athlone die Bischofsweihe. Mitkonsekratoren waren der emeritierte Bischof von Ardagh, Colm O’Reilly, und der Bischof von Kilmore, Philip Leo O’Reilly. Sein Wahlspruch Veni ut vitam habeant („Ich bin gekommen, damit sie das Leben haben“) stammt aus Joh 10,10 .
Papst Franziskus ernannte ihn am 10. November 2021 zum Erzbischof von Tuam; am 9. Januar 2022 wurde er in sein Amt eingeführt.
In der Irischen Bischofskonferenz ist Francis Duffy Vorsitzender der Liturgiekommission. Ferner gehört er der Kommission für die katholische Erziehung und Ausbildung sowie der Kommission für den Gottesdienst, die pastorale Erneuerung und die Entwicklung des Glaubens an.